# Cheiridopsis pearsonii
Cheiridopsis pearsonii är en isörtsväxtart som beskrevs av Nicholas Edward Brown. Cheiridopsis pearsonii ingår i släktet Cheiridopsis och familjen isörtsväxter. Inga underarter finns listade i Catalogue of Life.